# Darío Benedetto
Darío Ismael Benedetto (ur. 17 maja 1990 w Berazategui) – argentyński piłkarz pochodzenia włoskiego z obywatelstwem meksykańskim występujący na pozycji napastnika, reprezentant Argentyny, od 2025 roku zawodnik paragwajskiej Olimpii.

## Kariera klubowa
Benedetto jest wychowankiem klubu Arsenal de Sarandí, do którego seniorskiej drużyny został włączony jako osiemnastolatek przez szkoleniowca Daniela Garnero. W argentyńskiej Primera División zadebiutował 9 listopada 2008 w przegranym 0:1 spotkaniu z Boca Juniors, zaś premierowego gola strzelił 13 czerwca 2009 w wygranej 4:1 konfrontacji z Lanús. Nie potrafiąc wywalczyć sobie miejsca w pierwszym składzie, we wrześniu 2009 udał się na wypożyczenie do drugoligowej ekipy Defensa y Justicia ze stołecznego Buenos Aires, gdzie bez większych sukcesów spędził półtora roku, pełniąc przeważnie rolę rezerwowego. Później udał się na wypożyczenie do kolejnego drugoligowca, drużyny Gimnasia y Esgrima Jujuy, w której barwach grał przez sześć miesięcy jako podstawowy napastnik. Po powrocie do Arsenalu w wiosennym sezonie Clausura 2012 zdobył pierwsze zarówno w swojej karierze, jak i w historii klubu mistrzostwo Argentyny, będąc jednak wyłącznie rezerwowym graczem. W tym samym roku wywalczył także z ekipą trenera Gustavo Alfaro krajowy superpuchar – Supercopa Argentina.

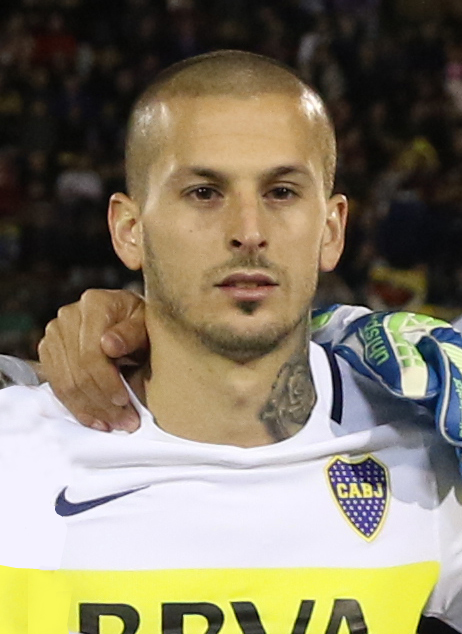
Pipa jako piłkarz Boca

Latem 2013 Benedetto za sumę dwóch milionów dolarów przeszedł do meksykańskiego Club Tijuana. W tamtejszej Liga MX zadebiutował 19 lipca 2013 w zremisowanym 3:3 meczu z Atlasem i już w tym samym spotkaniu strzelił swoje pierwsze gole w lidze meksykańskiej, aż trzykrotnie wpisując się na listę strzelców. W barwach Tijuany spędził kolejne półtora roku jako kluczowy zawodnik i jeden z najskuteczniejszych graczy w lidze, jednak bez większych sukcesów. W styczniu 2015 za osiem milionów dolarów przeniósł się do krajowego giganta i ówczesnego mistrza Meksyku – zespołu Club América ze stołecznego miasta Meksyk. Tam od razu został podstawowym zawodnikiem drużyny, tworząc skuteczny duet atakujących z Oribe Peraltą i jeszcze w tym samym roku zajął drugie miejsce w krajowym superpucharze – Campeón de Campeones. W październiku 2015 otrzymał meksykańskie obywatelstwo, w wyniku kilkuletniego zamieszkiwania w tym kraju.
W tym samym 2015 roku Benedetto triumfował z Américą w najbardziej prestiżowych rozgrywkach Ameryki Północnej – Lidze Mistrzów CONCACAF, zdobywając trzy gole w meczu finałowym z Montreal Impact (4:2). Sam został natomiast wybrany przez CONCACAF najlepszym zawodnikiem tamtej edycji północnoamerykańskiej Ligi Mistrzów i wywalczył tytuł jej króla strzelców z siedmioma bramkami na koncie. Kilka miesięcy później wziął udział w Klubowych Mistrzostwach Świata, podczas których strzelił gola w konfrontacji o piąte miejsce z kongijskim TP Mazembe (2:1), zaś América uplasowała się właśnie na piątej lokacie. W 2016 roku drugi raz z rzędu wygrał ze swoją drużyną północnoamerykańską Ligę Mistrzów, ogółem barwy Amériki reprezentując przez półtora roku jako podstawowy napastnik. Ostatnie sześć miesięcy było jednak dla gracza nieudane – ze względu na słabą formę (zaledwie jeden gol w lidze) i liczne kontuzję poprosił zarząd o wystawienie go na listę transferową.
W lipcu 2016 Benedetto powrócił do ojczyzny, za sumę pięciu milionów dolarów zasilając Club Atlético Boca Juniors ze stołecznego Buenos Aires.
| Sezon     | Klub                        | Kraj      | Rozgrywki          | Mecze | Bramki |
| --------- | --------------------------- | --------- | ------------------ | ----- | ------ |
| 2008/2009 | Arsenal de Sarandí          | Argentyna | Primera División   | 12    | 1      |
| 2009/2010 | Arsenal de Sarandí          | Argentyna | Primera División   | 1     | 0      |
| 2009/2010 | Defensa y Justicia          | Argentyna | Primera B Nacional | 12    | 1      |
| 2010/2011 | Defensa y Justicia          | Argentyna | Primera B Nacional | 11    | 1      |
| 2010/2011 | Gimnasia y Esgrima de Jujuy | Argentyna | Primera B Nacional | 19    | 11     |
| 2011/2012 | Arsenal de Sarandí          | Argentyna | Primera División   | 10    | 1      |
| 2012/2013 | Arsenal de Sarandí          | Argentyna | Primera División   | 27    | 7      |
| 2013/2014 | Club Tijuana                | Meksyk    | Liga MX            | 26    | 12     |
| 2014/2015 | Club Tijuana                | Meksyk    | Liga MX            | 17    | 9      |
| 2014/2015 | Club América                | Meksyk    | Liga MX            | 17    | 6      |
| 2015/2016 | Club América                | Meksyk    | Liga MX            | 32    | 11     |
| 2016      | CA Boca Juniors             | Argentyna | Primera División   |       |        |

## Sukcesy

### Club América
- Liga Mistrzów CONCACAF: 2014/2015, 2015/2016

### Boca Juniors
- Mistrzostwo Argentyny: 2016/2017, 2017/2018
- Superpuchar Argentyny: 2018

### Indywidualne
- Złota Piłka Ligi Mistrzów CONCACAF: 2014/2015
- Król strzelców Ligi Mistrzów CONCACAF: 2014/2015 (7 goli)
- Piłkarz roku w Argentynie: 2017
- Król strzelców argentyńskiej Primera Division: 2016/2017 (21 goli)